# Emilio González Márquez
Emilio González Márquez (Lagos de Moreno, Jalisco; 12 de noviembre de 1960) es un político mexicano, miembro del Partido Acción Nacional. Fue gobernador de Jalisco entre 2007 y 2013.

## Biografía
Nació el 12 de noviembre de 1960 en Lagos de Moreno. Emilio González Márquez estudió la licenciatura en contaduría pública en la Universidad de Guadalajara.
Se unió al PAN en 1992 y en 1995 fue regidor en el ayuntamiento de Guadalajara, en 1997 fue elegido diputado federal a la LVII Legislatura, después fue presidente estatal del PAN y en 2003 fue elegido presidente municipal de Guadalajara, cargo que dejó en 2005 para ser candidato de su partido al gobierno del estado.

## Controversias
Durante su gestión como gobernador, Emilio González fue objetivo de numerosas controversias vinculadas al antagonismos con los dirigentes de la Universidad de Guadalajara, la corrupción, despilfarro, amiguismo, e incluso poner en riesgo el estado laico en Jalisco, entre otros. Estas críticas fueron expuestas en una serie de documentales emitidos por el Canal 44 de la Universidad de Guadalajara llamados «Emilio González Márquez: el Sexenio de la Corrupción», que a su vez se basan en investigaciones derivadas en numerosas críticas sociales emitidas por los intereses mismos del grupo que controla la Universidad de Guadalajara y de políticos opositores. 
Algunos de sus proyectos más criticados se vincularon a la realización de los Juegos Panamericanos de 2011 en Guadalajara. Puesto que para los preparativos fue construidas numerosas estructuras y proyectos que actualmente son legado panamericano para la ciudad e impulsan la práctica del deporte en el estado de Jalisco, pues son escuelas de alto rendimiento del "CODE Jalisco" y le han permitido a la ciudad realizar eventos deportivos internacionales por su buen estado y adecuada capacidad de aforo; con excepción de la Villa Panamericana que por cuestiones políticas no tiene permiso de habitabilidad; misma que se encuentra junto al área forestal protegida de Bosque de la Primavera; sin embargo, recientemente la Villa panamericana, se ha comenzado a librar de estos candados al no poder sustentarse los argumentos con los que se le ha negado el permiso municipal. Además, antes de la construcción de las actuales villas, se inició un proyecto en el Parque Morelos para construir una estructura similar a las Villas pero al final se abandonó debido a una fuerte oposición partidista, lo que causó un fuerte descontento entre vecinos del centro tapatío. Sin embargo también se construyeron proyectos muy eficientes y útiles, tal es el caso de la línea de BRT «Macrobús» (actualmente «Mi Macro Calzada»), el cual redujo el tiempo de traslado hasta un tercio del tiempo, en rutas ordinarias de una hora, en recorrer desde la Colonia Miravalle a San Juan de Dios; actualmente con el Macrobús se recorre en 20 minutos. Asimismo de Miravalle al CUAAD con las rutas ordinarias se hacían entre hora y media a 2 horas, actualmente con el Macrobús se recorre en 35 minutos.
Otra fuerte controversia se vincula al popularmente llamado «el limosnazo» en 2008, en el cual el gobierno estatal apoyó con millones de pesos a la construcción de un «Santuario de los Mártires de Cristo Rey» al sur de la capital tapatía, por ser un templo católico, y fue duramente criticado por organismos masones como un acto contrario a la laicidad del Estado mexicano.

## Trayectoria política
- En 1982 ingresa al Partido Demócrata Mexicano, donde posteriormente ocupó los cargos de presidente del comité municipal de Guadalajara, secretario del Comité Estatal, secretario del Comité Nacional y presidente nacional interino en 1988.[2]
- Ingresó al Partido Acción Nacional en 1992.

- En 1995 fue regidor en el primer Ayuntamiento panista de Guadalajara con el entonces Presidente César Coll, donde presidió la Comisión de Hacienda.

- En 1997 fue elegido Diputado federal, presidiendo la Comisión de Fomento Cooperativo.

- Fue Presidente del Comité Directivo Estatal del PAN en Jalisco de 1999 a 2002.

- El 1 de enero de 2004 asumió el cargo de presidente municipal de Guadalajara,[3][4] y lo dejó el 5 de diciembre de 2005, para buscar la candidatura panista hacia la gubernatura de Jalisco.[5][6][7][8]

- Gobernador Constitucional del Estado de Jalisco desde el 1 de marzo de 2007 hasta el 28 de febrero de 2013.

- Es nombrado delegado del Partido Acción Nacional en Quintana Roo en agosto de 2021[9]